# Рахијар Хан
Рахијар Хан (урд. رحیم یار خان) је град у Пакистану у покрајини Панџаб. Према процени из 2006. у граду је живело 310.104 становника.

## Становништво
Према процени, у граду је 2006. живело 310.104 становника.
| 1981.   | 1998.   | 2006.   |
| ------- | ------- | ------- |
| 119.036 | 228.479 | 310.104 |